# Ravenous (Wolf)
Ravenous è il quinto album in studio del gruppo musicale svedese Wolf, pubblicato nel 2009 dalla Century Media Records.

## Tracce
1. Speed On – 3:46
2. Curse You Salem – 3:52
3. Voodoo – 4:19
4. Hail Caesar – 3:50
5. Ravenous – 3:57
6. Mr. Twisted – 3:55
7. Love at First Bite – 3:49
8. Secrets We Keep – 4:52
9. Whisky Psycho Hellions – 4:43
10. Hiding in Shadows – 4:19
11. Blood Angel – 6:27

## Formazione

### Gruppo
- Niklas Stålvind – voce, chitarra
- Johannes Losbäck – chitarra, voce addizionale
- Anders Modd – basso
- Richard Holmgren – batteria